# Tecumseh (cabdill shawnee)
Tecumseh (1765-1813) fou el líder dels shawnee i un dels més importants cabdills indis de finals del segle xviii i principis del XIX, el nom del qual vol dir "jo travesso el camí" o "una pantera llençant-se sobre la seva presa". De jove havia combatut amb Little Turtle i Blue Jacket, a qui substituí com a cap del Consell Indi degut al seu prestigi com a cap militar. Des del 1793 va intentar una confederació de tribus que tingués un protectorat anglès a la zona d'Ohio, emparada en les visions del seu germà Laulesika o Tenkswatawa, el profeta. Però mentre visitava els creek per convèncer-los que s'unissin a la Confederació, el seu germà atacà els nord-americans i fou vençut a Tippecanoe el 1811, de manera que es va desfer. Va ajudar els anglesos en la Guerra del 1812 i va morir lluitant en la batalla de Thames el 1813.
Fou el primer cabdill amerindi del nord que plantejà la qüestió de l'autodeterminació índia, raó per la qual ha estat reivindicat per l'AIM i el moviment indi posterior.